# Гарден Сити (Њујорк)
Гарден Сити (енгл. Garden City) град је у америчкој савезној држави Њујорк.

## Демографија
По попису из 2010. године број становника је 22.371, што је 699 (3,2%) становника више него 2000. године.
| Група             | 2000.          | 2010.          |
| Белци             | 19.938 (92,0%) | 20.034 (89,6%) |
| Афроамериканци    | 266 (1,2%)     | 304 (1,4%)     |
| Азијати           | 715 (3,3%)     | 797 (3,6%)     |
| Хиспаноамериканци | 600 (2,8%)     | 1.003 (4,5%)   |
| Укупно            | 21.672         | 22.371         |